# Wandee Kameaim
Wandee Kameaim (tajski วันดี คำเอี่ยม, ur. 18 stycznia 1978) – tajska sztangistka. Brązowa medalistka olimpijska z Aten.
Na igrzyskach olimpijskich w Atenach w 2004 zdobyła brąz w wadze lekkiej (do 58 kg). Podczas rozgrywanych cztery lata później igrzysk olimpijskich w Pekinie zajęła pierwotnie czwarte miejsce, jednak po dyskwalifikacji Rosjanki Mariny Szainowej przyznano jej brązowy medal. 
Była medalistką mistrzostw świata i zawodów o randze kontynentalnej. Była srebrną medalistką mistrzostw świata w 2002 i 2005, a także brązową medalistką tej imprezy w 2006. W 2002 i 2006 zajmowała drugie miejsce na igrzyskach azjatyckich.